# Calamina (mineral)
La calamina va ser considerada durant molt de temps com un mineral de la classe dels òxids. Actualment no és una espècie en si mateixa, sinó que es tracta d'un sinònim antic emprat per referir-se als minerals hemimorfita, hidrozincita i smithsonita, els quals sovint es troben en associació íntima entre si. En la indústria minera el terme de calamina s'ha utilitzat històricament per referir-se tant a tots tres minerals de forma indiscriminada.
Encara que química i cristal·logràficament són minerals molt diferents, exhibeixen forma externa massiva o botrioide similars i no són fàcilment distingibles sense anàlisis químiques o físiques detallades. La primera persona per separar els minerals va ser el químic i mineralogista britànic James Smithson l'any 1803.